# Паучури (Козенца)
Паучури је насеље у Италији у округу Козенца, региону Калабрија.
Према процени из 2011. у насељу је живело 344 становника. Насеље се налази на надморској висини од 154 м.